# Mathieu Uhl
Mathieu Uhl est un acteur français, né en 1965 à Brignoles.

## Biographie
Ancien élève de l'École de la Comédie de Saint-Étienne, Mathieu Uhl a travaillé notamment avec la compagnie Jean-Pierre Andréani. Il a été permanent au théâtre du Préau où il a interprété La Noce chez les petits bourgeois, Les Vacances et Le Pays blanc. Il est responsable de la compagnie « Le Petit Tulle » avec Sandrine Bestel dans Histoire d’elles, après son succès off au festival d'Avignon 2004. Plus récemment, il a joué à la Comédie de Caen, au théâtre du Bord de Seine et dans La Maison sur la place.

## Théâtre
- Le Voyage de Pierre l'Heureux au Théâtre Nouvelle Génération[9]
- La Vie, même courte... de Stanislav Stratiev
- 1999 : Le Pays blanc d'après Peter Christen Asbjørnsen, mise en scène d'Éric de Dadelsen
- 2000 : La Comédie du siècle d'après Georges Feydeau mise en scène d'Éric de Dadelsen
- 2004 : Histoires d’elles avec Sandrine Bestel[10] ,[11]
- 2005 : La Maison sur la place d'après Philippe Minyana, mise en scène d'Éric de Dadelsen
- 2006 : Le Voyage de Pierre l'Heureux d’après August Strindberg, mise en scène d'Éric de Dadelsen
- 2010 : Underworld USA[12]

## Filmographie
- 1991 : Drame de la vie ordinaire[13]

## Doublage

### Films d'animation
- 2003 : Kiki la petite sorcière : policier/Scott[14]

### Série
- 2006 : Les Feux de l'amour[15] : Andrew Gibson (Will Schaub)
- 2012-2019 : Game of Thrones : Eddison Tollett (Ben Crompton)[16]
- 2013 : House of Cards :  Sénateur Charles Holburn (Karl Kenzler)
- 2013 : Mr Selfridge : Mr Perez (Timothy Watson (en)
- 2012-2013 : Magic City : Sol Drucker (John Manzelli)[17]
- 2017 : Veep : Stevie (Paul Scheer)[18]

### Séries d'animation
- 2000-2005 : Jackie Chan Adventures : voix additionnelles[19]